# René Sansen
René Sansen (Ath, 1908 - Ath, 1997) est un sculpteur, historien et créateur de géants belge.

## Biographie

### Les débuts
René Sansen est le fils de l'ébéniste Maurice Sansen dont le père Edmond était venu de Poperinge à Ath en 1882 pour y travailler dans l'industrie du bois. Au moment de la naissance de son fils, Maurice Sansen était contremaître d'ébénisterie aux usines Cambier. Par après, il ouvrira un atelier à la rue du Noir Bœuf.
Après des études techniques et artistiques, René Sansen continue la tradition familiale. Au cours de l'été 1930, le jeune artiste présente avec son père un ensemble de mobilier à l'exposition des arts décoratifs à La Louvière. Il attire ainsi l'attention sur ses capacités de décorateur ensemblier. Le sculpteur va très vite se révéler également. En 1929, il obtient le premier prix avec distinction à l'Académie de Saint-Gilles. En 1932, il réalise une plaque à l'effigie d'Édouard Frix, en hommage à cet ancien président de la Royale Alliance Athoise. L'année suivante, il présente ses œuvres à l'Hôtel de Ville d'Ath à l'occasion de la Foire d'Hiver. En 1933 encore, à la demande des Athois de Bruxelles, il réalise le médaillon qui orne le monument élevé dans le parc communal en l'honneur d'Henri Delcourt. À la Foire de 1935, il présente de nouveau ses œuvres à l'Hôtel de Ville. La même année, il commence la réalisation du médaillon en bronze du gendarme Bliki dont le monument sera inauguré en juin 1936. Dans les années qui précèdent la guerre, René Sansen expose encore des sculptures en 1935 avec le groupe sonégien Pan à l'Hospice Civil, à l'occasion de la ducasse et en 1937, à la même occasion à l'école communale des garçons. Ses œuvres ont été tout particulièrement remarquées lors de l'exposition présentée à la justice de paix (au-dessus de l'ancien bureau de police) en mars 1940 par les artistes athois au profit des soldats. Trois pièces sont en évidence : L'Idiot, Beauté Nègre et Le Galate blessé. À la ducasse 1946, il exposait un Siffleur particulièrement apprécié ainsi qu'un Pensionnaire des camps de concentration, un Flâneur, une Danseuse et La Tasse de café. Il réalise le monument des Partisans Armés en 1946 (place de la Gare).On signalera encore son buste du Président Mobutu réalisé au début des années 1970 et qui lui a valu par après la commande d'un buste de la mère du Président du Zaïre. En 1984, à l'occasion de l'inauguration du boulevard Alphonse Deneubourg, il sculpte un médaillon de l'écrivain dialectal athois, aujourd'hui conservé au Musée d'Ath.

### Activités diverses
À côté de ses occupations professionnelles d'enseignant, René Sansen est un gymnaste particulièrement dynamique. Dès sa jeunesse, il faisait partie de la Royale Alliance Athoise. Il va jouer un rôle de plus en plus important au sein de cette société. Il en sera le vice-président avant de succéder à Antoine Delmée au poste de Directeur. C'est à ce titre qu'il prendra l'initiative de la création du Cheval Bayard en 1948. Son activité à la direction de la société sera particulièrement féconde. Il formera plusieurs athlètes de réputation, dont sa propre fille Myriam qui sera championne de Belgique. Ses talents de sculpteur se retrouveront dans les poses plastiques qu'il met en scène avec ses gymnastes. En 1934, il fonde l'équipe athoise de moto-ball dont il sera le capitaine.
En 1926 déjà, il avait été membre fondateur de la Symphonie Athoise. Au sein de cette société, il reste huit ans au pupitre des premiers violons.

### Le créateur de géants
En 1946, René Sansen réalise ses premiers géants : Moumouche & Mouchette, figures emblématiques du Faubourg de Mons à Ath. Ils seront suivis par Le Baudet, en 1976.
Il met également ses talents de sculpteur et ses connaissances historiques au service d'une grande réalisation. Il parvient avec la Royale Alliance Athoise et l'aide de la population athoise, à recréer le Cheval Bayard qui a ainsi retrouvé sa place dans le cortège de la Ducasse d'Ath en 1948.
À Leuze-en-Hainaut, les animateurs de la ducasse du quartier Bon Air ont également recours à ses talents pour matérialiser leur couple gigantesque, Monsieur Bon Air et Madame Bon Air en 1950 et Le Coq Wallon en 1952.
En 1985, lorsque les Amis de Lorette ont voulu avoir leur géant, ils se sont adressés à René Sansen qui a conçu Coupi Le Renard, le moine renard légendaire.
Avec la collaboration de l'Institut technique de la Communauté française Sébastien Vauban, il redonne vie à Tirant l'Ancien en 1991.
Sa dernière création est le géant Le Père Hennepin, en 1991.

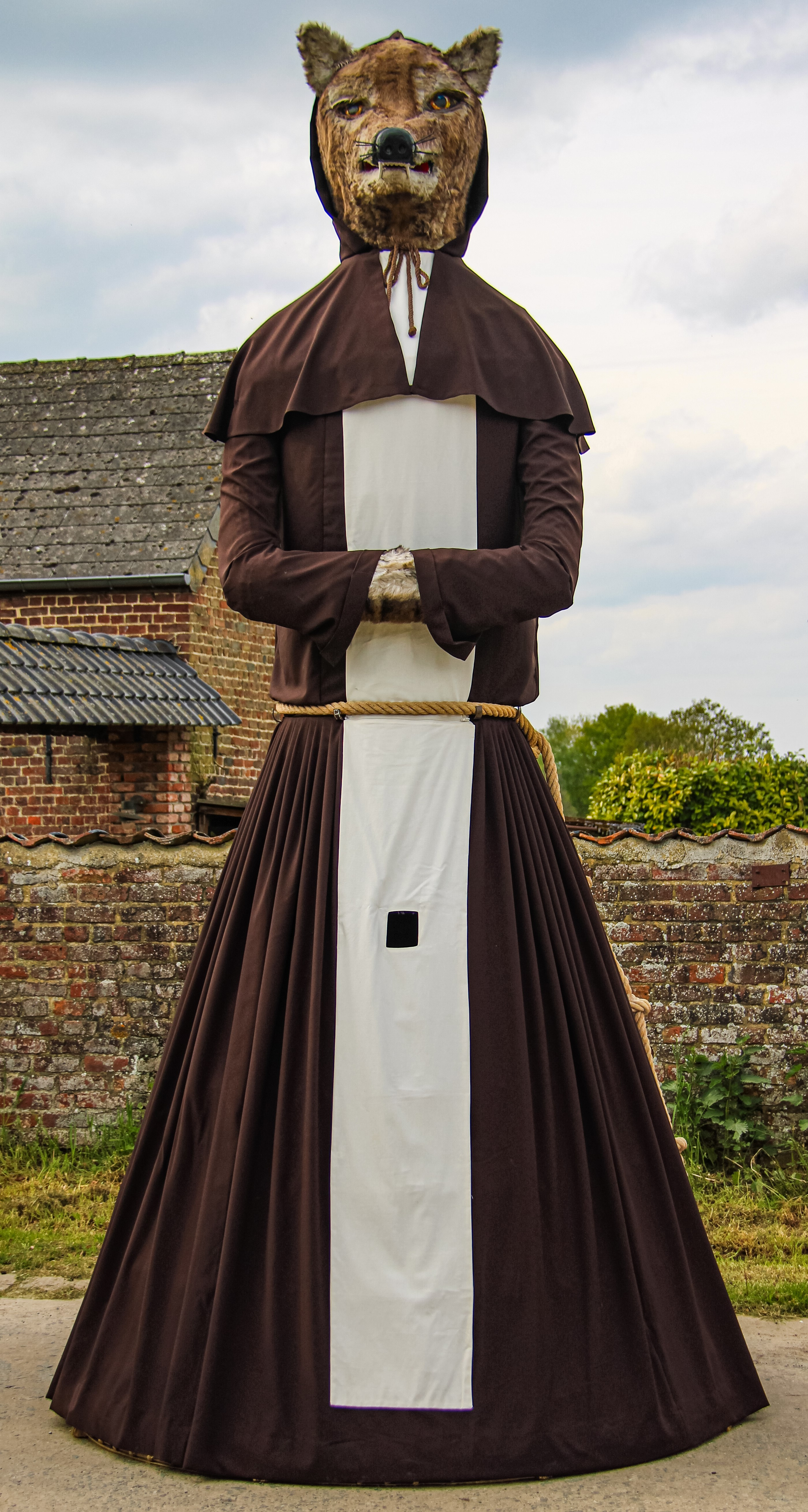
Coupi le Renard (1985, Ath, Faubourg de Bruxelles)
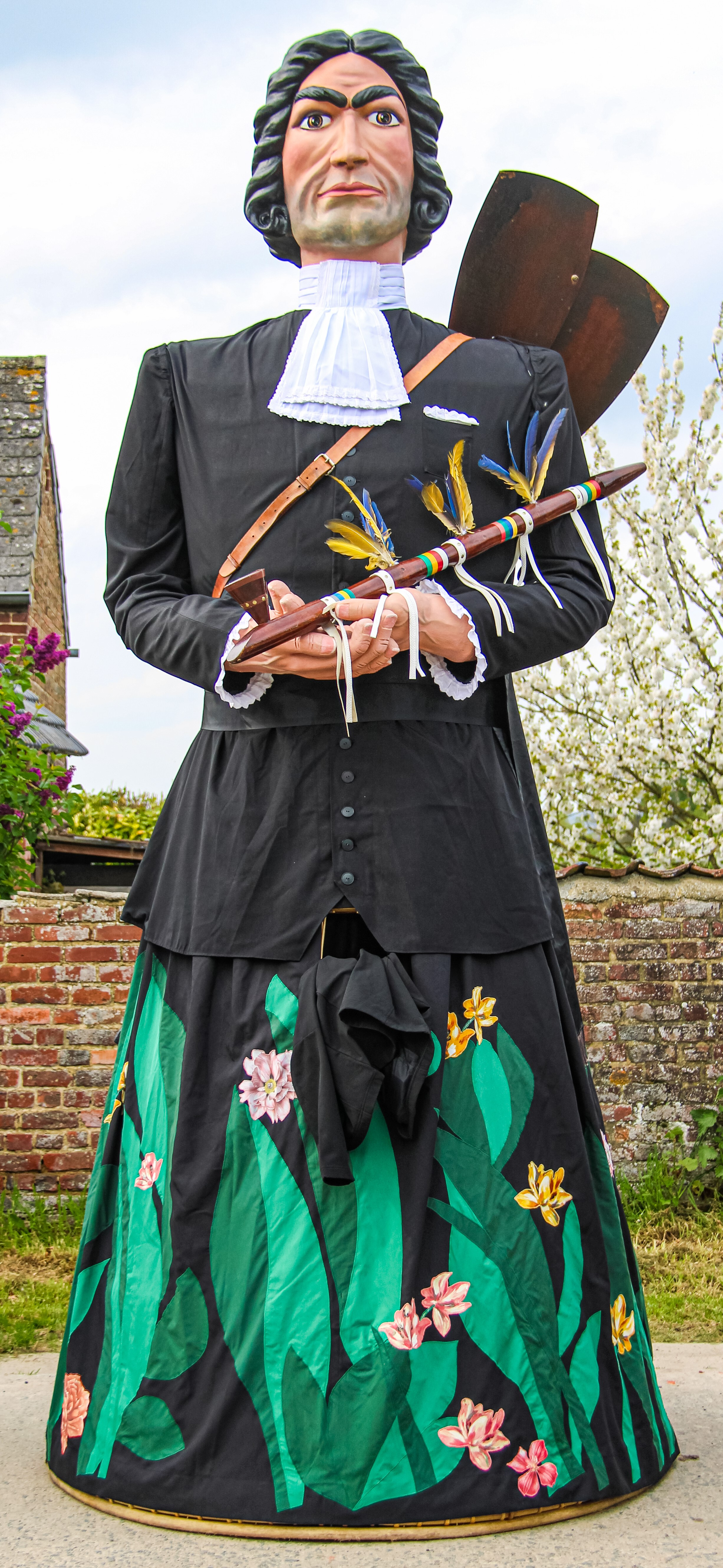
Le Père Hennepin (1991, Ath)
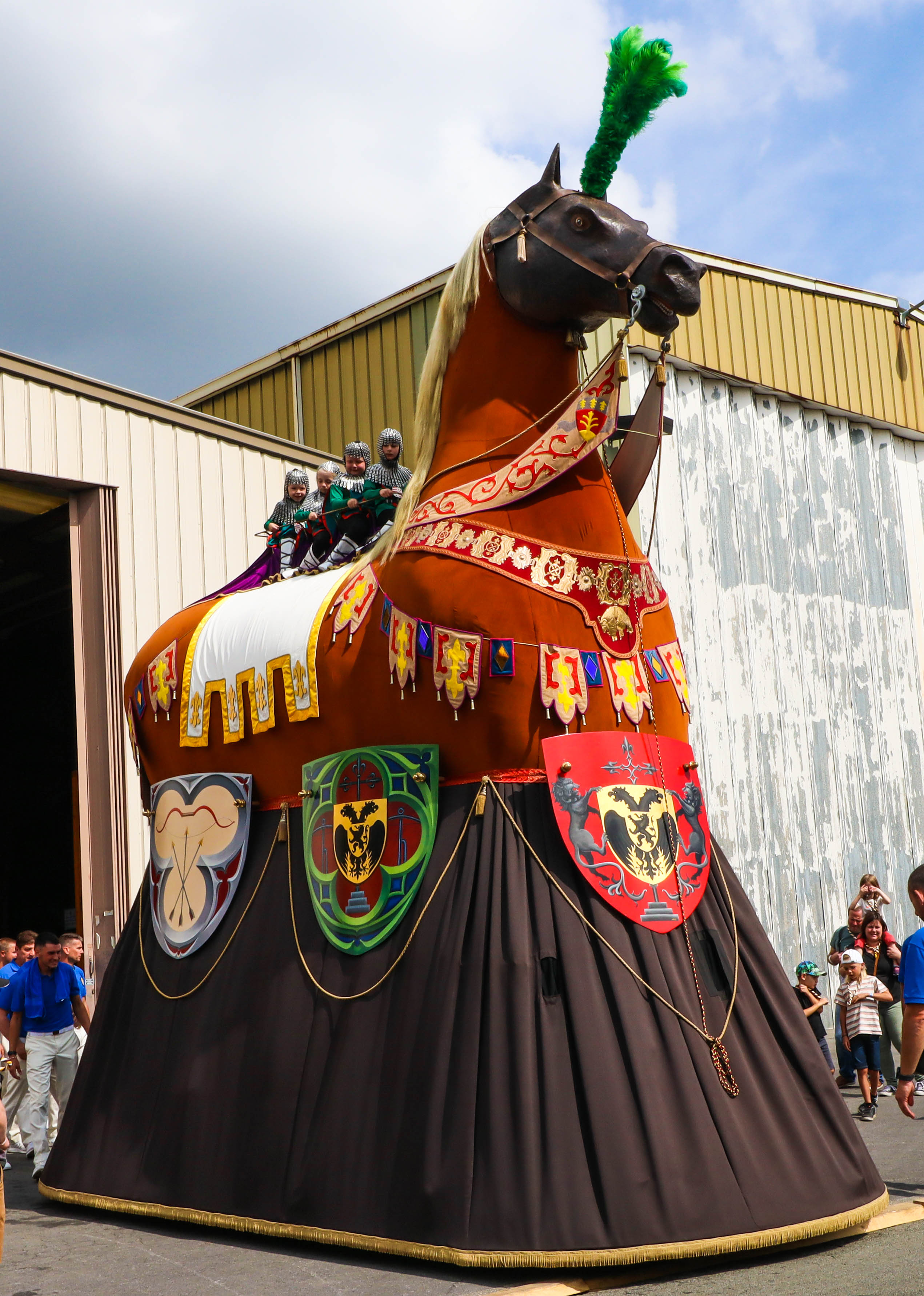
Le Cheval Bayard (1948, Ducasse d'Ath)

### L'historien
René Sansen a mené, pendant plus de 50 ans, un combat pour la promotion et la défense de sa ville, en particulier de ses vestiges historiques et archéologiques. Dès 1934, le jeune sculpteur intervenait pour proposer de conserver au parc communal les bittes d'amarrage en pierre qui longeaient le cours de la Dendre au Quai Saint-Jacques avant le comblement de la rivière. En 1936, il enlève la Piéta de la rue du Spectacle pour montrer la nécessité d'une protection des œuvres d'art. Ce coup osé et contesté marque l'opinion publique. L'année suivante, il fait partie du comité qui met sur pied la grande exposition de folklore et de tourisme destinée à marquer les 25 ans du Cercle Archéologique. Au même moment, se tient le premier congrès international du régionalisme. En 1942, René Sansen devient secrétaire du Cercle Archéologique d'Ath.
Dès cette époque, il a entrepris de préparer son plan en relief du XVIe siècle qu'il présentera pour la première fois le 11 février 1945. En même temps, il entreprend des fouilles à la Tour Burbant et mène des recherches à la cense féodale de Bétissart. Les fouilles de la Tour Burbant se poursuivent en plusieurs campagnes. Elles sont soutenues et encadrées par Jacques Breuer, alors responsable du Service des fouilles des Musées Royaux d'Art et d'Histoire de Bruxelles. Inlassablement, alors qu'il est directeur de la Royale Alliance Athoise et qu'il continue sa production artistique, René Sansen multiplie les recherches sur les aspects anciens de sa ville. Grâce à la documentation qu'il accumule, il peut présenter en 1945, à l'occasion de la ducasse, de remarquables aquarelles montrant l'aspect de la Ville d'Ath au XVIe siècle. Il en donnera connaissance aux membres du Cercle Archéologique le 25 septembre.
En 1952, René Sansen succède à l'abbé Jules Plumet à la présidence du Cercle royal Archéologique d'Ath. Il occupera cette fonction jusqu'au 19 décembre 1970 lorsque Jean Dugnoille a repris le flambeau.
Dès 1952, le président du Cercle Archéologique avait créé une commission destinée à préparer la mise en place du musée communal. Un musée lapidaire était installé à la Tour Burbant et les travaux de dégagement du site du château étaient menés à bien en 1954. En 1956, le legs Despret apportait au Cercle une vaste maison pour abriter le musée. Celui-ci devait être inauguré officiellement en 1966, lors du huit centième anniversaire de la Ville d'Ath. Entretemps, René Sansen avait présidé aux cérémonies du cinquantième anniversaire du Cercle en 1961 : exposition des «Trésors d'Ath» du 19 au 26-2-1961, séance académique du 28-10-1961 et banquet à la mode du XVIe siècle.
À partir du 8 décembre 1962, le président du Cercle Archéologique publie une série d'articles historiques et archéologiques dans L’Écho de la Dendre sous le titre S.O.S Vieux Ath. La mise en ordre de ces articles devait aboutir à la publication d' Ath d'Autrefois en 1965. René Sansen a aussi veillé au sauvetage et à la restauration de la Mise au Tombeau de Mainvault qui devait devenir un fleuron du Musée d'Ath. En 1964, il travaillait avec un groupe de jeunes à la mise en valeur du château d'Ath. Il était aussi au premier plan dans l'organisation du jeu De Ville en Ville et il allait être une des chevilles ouvrières de l'Association athoise d'expansion culturelle née à la suite de cette compétition. En août et septembre 1962, il avait dirigé des fouilles fructueuses au lieu-dit « Camp Romain » à Blicquy. Un des fours de potier mis au jour et le matériel qui l'entoure ont été présentés dans la salle romaine du musée d'Ath.
Pour l'inauguration du Musée en 1966, le Conservateur avait achevé les maquettes de la ville d'Ath aux XIIe, XIIIe et XVIe siècles. La salle des plans en relief devait être complétée par la réalisation beaucoup plus importante de la maquette d'Ath sous Louis XIV, copie corrigée et revue d'après les données historiques et archéologiques, du plan en relief de Vauban, conservé aux Invalides à Paris. La Ville d'Ath commande cette œuvre à René Sansen en 1963 et elle est inaugurée en avril 1970.
Le 28 juillet 1969, le président du Cercle Archéologique devenait membre correspondant de la Commission royale des Monuments et des Sites. Depuis plusieurs années déjà, il siégeait à la Ligue Esthétique du Hainaut. Ces fonctions venaient consacrer une longue action au service de la défense du patrimoine monumental puisque 35 ans auparavant le jeune sculpteur prenait déjà position à propos du déplacement des bornes du quai Saint-Jacques. En 1967, il avait rédigé un «Inventaire des monuments, édifices et maisons soumis à des restrictions en matière de démolitions, transformations et constructions». Ce document reste encore aujourd'hui un instrument de travail pour les services communaux avant la délivrance des permis de bâtir. René Sansen n'avait pas attendu sa nomination comme membre correspondant de la Commission royale des Monuments et des Sites pour mener la lutte en vue de la sauvegarde d'édifices athois intéressants comme le Château Bourlu ou le refuge de l'Abbaye de Cambron à la rue Juste Lipse. Il sera aussi confronté au problème de la restauration de l'Hôtel de Ville d'Ath. Dès 1955, les autorités constatent que la façade de cet important édifice nécessite d'importants travaux. En 1966, un premier projet qui ne tenait aucun compte de l'intérêt archéologique de cette façade fut rejeté par la Commission royale des Monuments et des Sites. Notre archéologue démontrait contre les détracteurs de cet édifice que celui-ci était bien l'œuvre de Wenceslas Cobergher, grâce notamment au relevé des marques de tailleurs de pierre figurant sur la façade et dessinées au bas des contrats conservés aux Archives de la Ville d'Ath. L'affaire allait servir d'exemple. La création à Ath, sous la présidence de René Sansen, du Centre International de Recherches Glyptographiques devait donner une base scientifique solide à ces recherches. Les voyages de René Sansen lui permettaient de rassembler une vaste documentation qui montrait bien le caractère international du phénomène. Les travaux du Centre se sont poursuivis avec des colloques internationaux et des publications de plus en plus importantes. René Sansen n'a pas négligé non plus l'étude des édifices architecturaux intéressants de la région d'Ath. Il a mené une recherche archéologique suivie de publication à la Maison forte d'Huissignies (1962-1970). Il a aussi participé aux fouilles de l'abbaye de Cambron-Casteau en 1973.
L'Arrêté royal du 31 décembre 1976 venait apporter certaines protections à la ville historique d'Ath. Le Conservateur du Musée devenait président du Comité 75, créé à l'occasion de l'année européenne du patrimoine architectural. L'exposition mise sur pied en août 1975 devait révéler concrètement à beaucoup d'Athois les richesses architecturales de leur ville et des villages de la future entité. Le Comité 75 devait donner des avis au cours des années suivantes à propos des grands projets d'aménagement de la ville : autoroute A8, contournement d'Ath, caserne Siron, complexe sportif... Mais René Sansen n'oubliait pas non plus les petites maisons. Il travaillait notamment au classement des maisons de la rue Beugnies (classées par l'arrêté royal du 17 mars 1980). En 1978 et 1979, il publiait une série d'articles sur le patrimoine architectural d'Ath.
Au cours de l'été 1975, la mise au jour de vestiges archéologiques importants à Pommerœul allait donner une nouvelle occasion au Conservateur du musée d'Ath de montrer son efficacité. Il organisait le stockage des bois des embarcations gallo-romaines dans l'ancienne caserne Siron et assurait ainsi aux collections athoises un enrichissement considérable.
Au début de l'année 1977, René Sansen marquait sa vive désapprobation face aux négociations qui avaient amené la constitution de la nouvelle équipe échevinale d'Ath. Il faisait ses propres propositions à ce sujet. Par la suite, il allait mettre en cause une série de décisions prises par le Collège des Bourgmestre et échevins : restauration du Cheval Bayard, abandon du musée lapidaire, organisation du traitement des barques de Pommeroeul et destruction de la caserne Siron...
En avril 1979, René Sansen fonde le Musée du Géant et il se met immédiatement à la tâche. Il fabrique des géants en modèles réduits et constitue toute une documentation iconographique et historique, non seulement sur les géants d'Ath mais sur ceux du monde entier. Les premières réalisations sont présentées au public à la foire commerciale de 1980 et le travail se poursuit en 1981, 1982 et 1983. L'année du 500e anniversaire de Goliath, il publie un ouvrage sur le cortège de la ducasse d'Ath et sur les géants. Finalement, l'ensemble des documents du Musée du Géant est rassemblé en août 1983 dans un grenier de l'Hôtel de ville restauré, avec toute une documentation historique et notamment les maquettes montrant l'évolution de la ville d'Ath. Le Musée du Géant éditera encore au début de l'année 1984 le dessin d'Henri Lefebvre, gravé à Ath par J.J. Lecosse en 1750, sous une présentation nouvelle réalisée par René Sansen. Cette édition rencontrera aussi l'attention de la population athoise. Cependant, à la suite d'un conflit avec les autorités communales, à propos de l'implantation d'une salle de gymnastique dans les fossés du château, le créateur du Musée du Géant décide de mettre fin à cette expérience en avril 1985. Les maquettes montrant l'évolution de la ville sont revenues au musée d'Ath à côte du plan du XVIIe siècle. Une salle expose les modèles réduits des géants ainsi que les aquarelles représentant le cortège au cours des siècles.
Après avoir joué un rôle majeur dans la restauration de l'Hôtel de Ville, René Sansen marque son désaccord avec les projets présentés pour le centre du tourisme et d'expositions de l'Académie de Dessin. Il voyait plutôt la bibliothèque à l'Académie, le bureau de tourisme à l'emplacement de l'ancien bureau de police et les barques de Pommeroeul dans l'ancien hangar des pompiers. Il a aussi critiqué le projet présenté pour la façade de l'Académie.
Le site de la tour Burbant allait lui donner l'occasion de mener un nouveau combat. En 1982, il avait publié un article substantiel sur la tour Burbant dans le Bulletin de la Commission royale des Monuments et des Sites. Il y faisait notamment des propositions pour la restauration du donjon. À la fin de l'année 1984, l'Institut Technique libre envisage d'installer une salle de gymnastique dans les fossés du château. René Sansen tente d'empêcher cette implantation au cœur d'un site archéologique et historique de grand intérêt. Cependant, un avis favorable à cette implantation avait été donné par la Commission royale des Monuments et des Sites. Le Ministre de la Communauté française a suivi l'avis de la Commission et un compromis a pu être négocié contre l'avis du Conservateur du Musée d'Ath. La restauration de la Tour de Burbant en 1986 pose de nouveaux problèmes. Le projet présenté par les architectes et accepté par toutes les autorités est contesté par René Sansen. Celui-ci insiste pour une remise en place des créneaux, l'abandon des structures métalliques prévues par le projet et la reconstitution du second étage.
René Sansen s'est éteint en 1997.